# Strings ’n’ Stripes
Strings ’n’ Stripes ist das zweite Album der deutschen Band The Baseballs. Das Album, welches überwiegend im Rock-’n’-Roll-Stil gecoverte Songs enthält, wurde am 29. April 2011 veröffentlicht und kletterte auf Platz fünf der deutschen Albumcharts.

## Titelliste
| Titel-Nr. | Name                         | Dauer | Originalinterpret               |
| --------- | ---------------------------- | ----- | ------------------------------- |
| 1.        | Intro beat feat. Scott Mills | 0:27  | —                               |
| 2.        | Candy Shop                   | 3:10  | 50 Cent                         |
| 3.        | Not a girl, not yet a woman  | 2:53  | Britney Spears                  |
| 4.        | Hello                        | 2:52  | Martin Solveig feat. Dragonette |
| 5.        | Quit Playing Games           | 2:51  | Backstreet Boys                 |
| 6.        | Paparazzi                    | 2:47  | Lady Gaga                       |
| 7.        | Bitch                        | 3:35  | Meredith Brooks                 |
| 8.        | Ghetto Superstar             | 2:58  | Pras Michel                     |
| 9.        | California Gurls             | 4:13  | Katy Perry                      |
| 10.       | Hard Not to Cry              | 3:02  | (Eigenkomposition)              |
| 11.       | Coming Home                  | 3:09  | Diddy-Dirty Money               |
| 12.       | Tik Tok                      | 3:40  | Kesha                           |
| 13.       | Follow Me                    | 2:52  | Uncle Kracker                   |
| 14.       | Miami                        | 3:46  | Will Smith                      |

### Dutch-Edition
| Titel-Nr. | Name                                                  | Dauer | Originalinterpret |
| --------- | ----------------------------------------------------- | ----- | ----------------- |
| 15.       | This is a Night (Het is een Nacht) feat. Guus Meeuwis | 3:07  | Guus Meeuwis      |

### Deluxe-Edition
Zeitgleich mit dem normalen Album wurde noch eine Deluxe-Version mit fünf weiteren Live-Songs veröffentlicht.
| Titel-Nr. | Name                        | Dauer | Originalinterpret                |
| --------- | --------------------------- | ----- | -------------------------------- |
| 15.       | When Love Takes Over (Live) | 3:59  | David Guetta feat. Kelly Rowland |
| 16.       | She Hates Me (Live)         | 4:06  | Puddle of Mudd                   |
| 17.       | Torn (Live)                 | 4:17  | Ednaswap                         |
| 18.       | Let Me Love You (Live)      | 7:11  | Mario                            |
| 19.       | I'm Yours (Live)            | 5:48  | Jason Mraz                       |

### Dutch-Deluxe-Edition
| Titel-Nr. | Name                        | Dauer | Originalinterpret                |
| --------- | --------------------------- | ----- | -------------------------------- |
| 16.       | When Love Takes Over (Live) | 3:59  | David Guetta feat. Kelly Rowland |
| 17.       | She Hates Me (Live)         | 4:06  | Puddle of Mudd                   |
| 18.       | Torn (Live)                 | 4:17  | Ednaswap                         |
| 19.       | Let Me Love You (Live)      | 7:11  | Mario                            |
| 20.       | I'm Yours (Live)            | 5:48  | Jason Mraz                       |

### Strings ’n’ Stripes – Live
Wie bei den Konzerten der Band üblich, wurden neben aktuellen Songs auch einige des vorherigen Albums sowie bisher unveröffentlichtes Material gespielt.
| Titel-Nr. | CD 1                        | CD 1  | CD 1                             | CD 2               | CD 2  | CD 2               |
| Titel-Nr. | Name                        | Dauer | Originalinterpret                | Name               | Dauer | Originalinterpret  |
| --------- | --------------------------- | ----- | -------------------------------- | ------------------ | ----- | ------------------ |
| 1.        | No Diggity                  | 3:36  | BLACKstreet                      | Hard Not To Cry    | 2:56  | (Eigenkomposition) |
| 2.        | Hello                       | 3:23  | Martin Solveig feat. Dragonette  | California Gurls   | 4:08  | Katy Perry         |
| 3.        | Bitch                       | 4:37  | Meredith Brooks                  | Let’s Get Loud     | 4:40  | Jennifer Lopez     |
| 4.        | Angels                      | 4:07  | Robbie Williams                  | Follow Me          | 2:34  | Uncle Kracker      |
| 5.        | I Don’t Feel Like Dancin’   | 3:42  | Scissor Sisters                  | Tik Tok            | 4:28  | Kesha              |
| 6.        | I Do                        | 3:32  | Colbie Caillat                   | Chasing Cars       | 4:18  | Snow Patrol        |
| 7.        | Not a Girl, Not Yet a woman | 3:09  | Britney Spears                   | Hot ’n’ Cold       | 11:42 | Katy Perry         |
| 8.        | Torn                        | 4:03  | Ednaswap                         | I’m Yours          | 5:51  | Jason Mraz         |
| 9.        | Candy Shop                  | 3:45  | 50 Cent                          | Never Ever         | 7:15  | All Saints         |
| 10.       | Paparazzi                   | 3:08  | Lady Gaga                        | Quit Playing Games | 4:49  | Backstreet Boys    |
| 11.       | The Look                    | 6:00  | Roxette                          | Umbrella           | 3:16  | Rihanna            |
| 12.       | Roll Thru the Night         | 3:08  | (Eigenkomposition)               | Born This Way      | 10:14 | Lady Gaga          |
| 13.       | Surfin’ Bee                 | 3:38  | (Eigenkomposition, instrumental) | —                  | —     | —                  |

Zusätzlich konnte man beim Kauf über den offiziellen Bandshop den Song Ai Se Eu Te Pego! (original von Michel Teló) herunterladen. Auf der DVD ist die gesamte Aufzeichnung zu sehen.

## Singleauskopplungen
| Jahr | Titel Album                                                            | Höchstplatzierung, Gesamtwochen, AuszeichnungChartplatzierungen (Jahr, Titel, Album, Platzierungen, Wochen, Auszeichnungen, Anmerkungen) | Höchstplatzierung, Gesamtwochen, AuszeichnungChartplatzierungen (Jahr, Titel, Album, Platzierungen, Wochen, Auszeichnungen, Anmerkungen) | Höchstplatzierung, Gesamtwochen, AuszeichnungChartplatzierungen (Jahr, Titel, Album, Platzierungen, Wochen, Auszeichnungen, Anmerkungen) | Höchstplatzierung, Gesamtwochen, AuszeichnungChartplatzierungen (Jahr, Titel, Album, Platzierungen, Wochen, Auszeichnungen, Anmerkungen) | Anmerkungen                                                                            |
| Jahr | Titel Album                                                            | DE | AT | CH | UK | Anmerkungen                                                                            |
| ---- | ---------------------------------------------------------------------- | --- | --- | --- | --- | -------------------------------------------------------------------------------------- |
| 2011 | Hello Strings ’n’ Stripes                                              | DE100 (1 Wo.)DE | AT41 (3 Wo.)AT | CH68 (1 Wo.)CH | — | Erstveröffentlichung: 8. April 2011 Original: Martin Solveig                           |
| 2011 | Candy Shop Strings ’n’ Stripes                                         | — | AT69 (1 Wo.)AT | — | — | Erstveröffentlichung: 8. April 2011 Original: 50 Cent feat. Olivia                     |
| 2011 | This Is a Night – Het is een nacht Strings ’n’ Stripes (Dutch-Edition) | — | — | — | — | Erstveröffentlichung: 23. Mai 2011 feat. Guus Meeuwis; Original: Guus Meeuwis & Vagant |

## Rezeption

### Preise
- 2011: Echo Pop in der Kategorie Bester Nationaler Act im Ausland

### Kritiken
Artur Schulz von laut.de bewertet das Album im Allgemeinen gut und lobt insbesondere die Vokalarbeit: „In Sachen mehrstimmigem Gesang sitzen Sam, Digger und Basti noch sicherer im Sattel“. Er warnt jedoch davor, dass The Baseballs nur noch „häufige Aufarbeitung des Altbewährten“ fabrizieren könnten. Oliver Lippert von monstersandcritics.de meint, dass es sich bei Strings ’n’ Stripes um ein „erfolgsversprechendes Album“ handele.

### Charts und Chartplatzierungen
| ChartsChartplatzierungen     | Höchstplatzierung | Wochen |
| ---------------------------- | ----------------- | ------ |
| Deutschland (GfK)            | 5 (26 Wo.)        | 26     |
| Österreich (Ö3)              | 3 (18 Wo.)        | 18     |
| Schweiz (IFPI)               | 1 (28 Wo.)        | 28     |
| Vereinigtes Königreich (OCC) | 74 (1 Wo.)        | 1      |

### Auszeichnungen für Musikverkäufe
| Land/Region        | Auszeichnungen für Musikverkäufe (Land/Region, Auszeichnung, Verkäufe) | Verkäufe |
| ------------------ | ---------------------------------------------------------------------- | -------- |
| Deutschland (BVMI) | Gold                                                                   | 100.000  |
| Insgesamt          | 1× Gold ·                                                              | 100.000  |